# Bloc de Dretes
Bloc de Dretes va ser la coalició electoral fundada en Navarra (Espanya) durant la Segona República Espanyola que va tenir un gran èxit en les dues cites electorals a les Corts que va concórrer, les del 19 de novembre 1933, les del 16 de febrer de 1936 i en la cita electoral per a escollir compromissaris per a escollir President de la República el 26 d'abril de 1936. Aquesta coalició estava formada per tots els partits de la dreta ideològica, amb l'única excepció de la Falange Española que va donar llibertat de vot sense suport explícit. Els quals la formaven o donaven suport eren: 
- Els carlins que s'havien unit prèviament en la Comunió Tradicionalista
- La Confederació Espanyola de Dretes Autònomes (CEDA) en la qual s'havia integrat Unió Navarresa creada en 1933
- Els Monàrquics, amb el líder independent Raimundo García García Garcilaso, director del Diario de Navarra i molt influent a Navarra.
- Encara que molt pròxim ideològicament a l'anterior, sense candidat però donant suport externament a la coalició estava Renovación Española.

Aquesta coalició va tenir èxit en les cites electorals (vegeu Resultats electorals a les Corts espanyoles a Navarra durant la Segona República), fins al punt d'arribar a aconseguir els diputats en les eleccions de 1933 i de 1936 i en la dels compromissaris per a escollir el President de la República a l'abril de 1936. Això va ser degut al fet que es van presentar en cada circumscripció electoral el nombre màxim i atès que tenien majoria en tots aconseguien el "floc" esbiaixant la llei electoral de la Segona República on es reservava un 20% a les minories.

## Eleccions del 19 de novembre de 1933
Amb un percentatge mitjà del 56,1% de l'electorat i el 69,7% dels votants. Aconsegueix els 7 diputats:
- Tomás Dominguez de Comunió Tradicionalista amb 89.901 vots, 47,4% de l'electorat i 58,8% dels vots.
- Javier Martínez de Morentín de Comunió Tradicionalista amb 79. 487 vots, 41,9% de l'electorat i 50,8% dels vots.
- Esteban de Bilbao Eguía de Comunió Tradicionalista amb 77.714 vots, 40,9% de l'electorat i 50,8% dels vots.
- Rafael Aizpún d'Unió Navarresa amb 76.003 vots, 40% de l'electorat i 49,7% dels vots.
- Luis Arellano Dihinx de Comunió Tradicionalista amb 72.377, 38,1% de l'electorat i 47,3 dels vots.
- Raimundo García, monàrquic independent, 72.010 vots, 37,9% de l'electorat i 47,1% dels vots
- José Gafo, sindicats catòlics amb 65.287 vots, 34,4% de l'electorat i 42,7% dels vots.

## Eleccions del 16 de febrer de 1936
Amb un percentatge mitjà del 57,3% de l'electorat i el 71,6% dels votants. Aconsegueix els 7 diputats: 
- Rafael Aizpún d'Unió Navarresa amb 82.859 vots, el 42,6% de l'electorat i 53,2% dels vots.
- Tomás Dominguez Arévalo de Comunió Tradicionalista amb 81.770 vots, 42% de l'electorat i 52,5% dels vots.
- Miguel Gortari Errea d'Unió Navarresa 80.253 vots, 41,3% de l'electorat i 51,5% dels vots.
- Javier Martínez de Morentín de Comunió Tradicionalista i FASN amb 79.224 vots 40,7% de l'electorat i 50,9% dels vots.
- Luis Arellano Dihinx de Comunió Tradicionalista 78.861 vots 40,5% de l'electorat 50,6% dels vots.
- Jesús Elizalde Sainz de Robles de Comunió Tradicionalista 78.159 vots 40,2% de l'electorat 50,2% dels vots.
- Raimundo García García, monàrquic independent amb 76.082 vots 39,1% de l'electorat 48,9% dels vots

## Eleccions de compromissaris del 26 d'abril de 1936
En les eleccions per a compromissaris per a escollir el President de la república, després de la destitució de Niceto Alcalá-Zamora van tornar a guanyar i treure 7 compromissaris.
- Félix Díaz de Comunió Tradicionalista amb 67.952 vots 34,8% dels electors i 56,8% dels vots.
- Juan Pedro Arraiza independent amb 67.380 vots 34,5% dels electors i 56,3% dels vots.
- Arturo Monzón Unió Navarresa amb 67.236 vots 34,5% dels electors i 56,2% dels vots.
- José Gómez de Comunió Tradicionalista amb 67.064 vots 34,4% dels electors i 56% dels vots.
- Juan Ochoa d'Unió Navarresa amb 66.901 vots 34,3% dels electors i 55,9% dels vots.
- José Martínez de Comunió Tradicionalista amb 66.170 vots 33,9% dels electors i 55,3% dels vots.
- Cándido Frauca del Partit Republicà Radical amb 66.076 vots 33,9% dels electors i 55,3% dels vots.